# 閥門

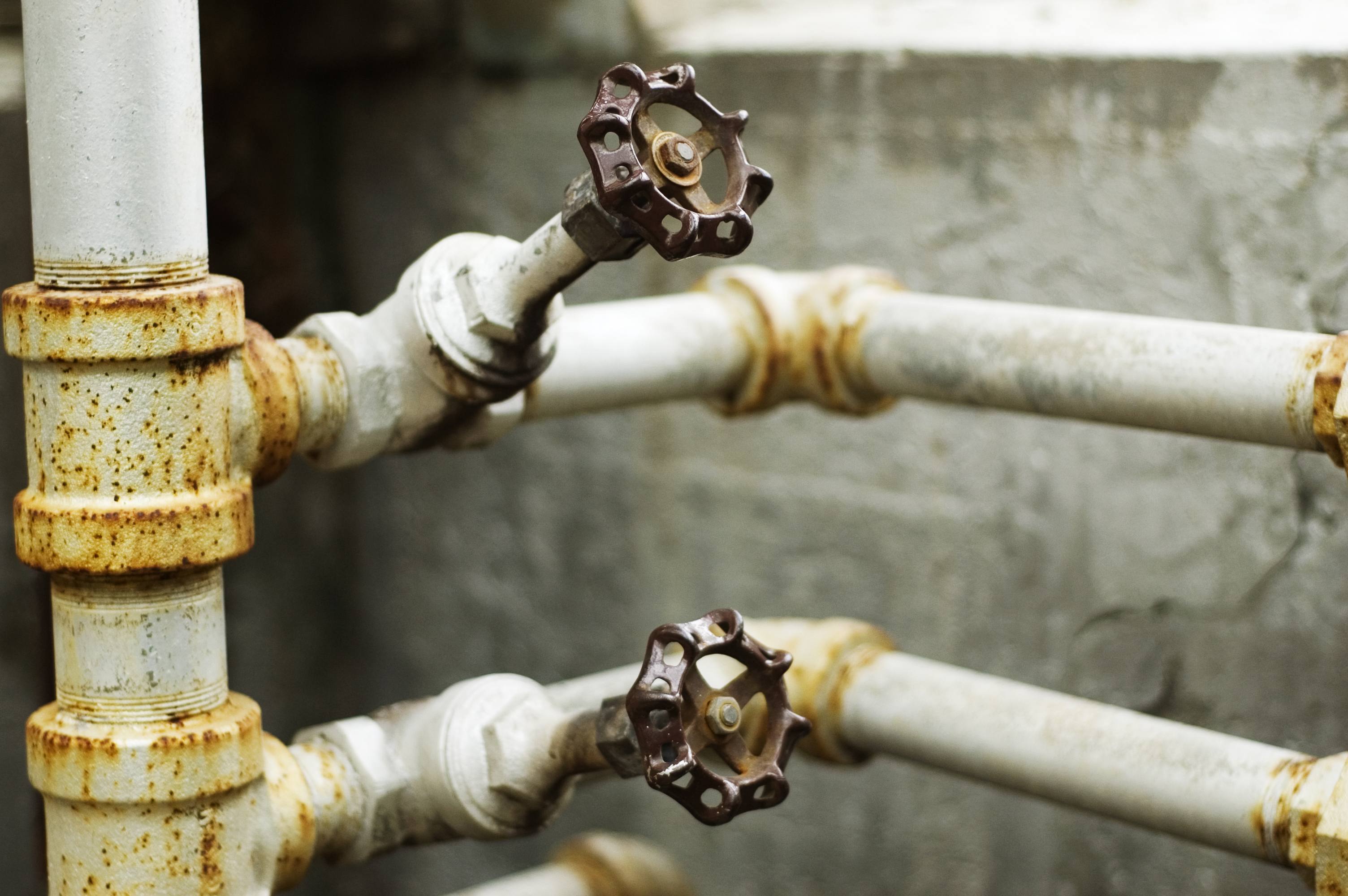
閥門

閥門（英語：Valve），又稱凡而或凡爾，是控制流动中流体介质的流量、流向、压力、温度等的機械装置，阀门是管道系统中基本的部件。阀门管件在技术上与泵一样，常常作为一个单独的类别进行讨论。煤气开关、水龙头是常见最简单的阀门，其他比较常用的尚有蝶阀、球阀、闸阀、减压阀、截止阀、疏水阀、安全阀、针型阀、止回阀、过滤器、电磁阀、隔膜阀、排气阀、流量计、卫生级阀门等等。
阀门可用手动或者手轮、手柄或踏板操作，也可以通过控制来改变流体介质的压力、温度和流量变化。阀门可以对这些变化进行连续或重复的操作，比如在热水系统或蒸汽锅炉安装的安全阀。
在更复杂的控制系统根据外部输入（即调节流经管道不断变化的设置点）的需要采用自动控制阀门。自动控制阀门不需人工操作，根据其输入和设置，使阀门准确控制流体介质的各项要求。

## 历史
公元前两千年前，输水管道上使用了竹管和木塞阀，灌溉渠道上使用水闸，在冶炼用的风箱上使用板式止回阀，在井盐开采方面使用竹管和板式止回阀提取盐水。随着冶炼技术和水力机械的发展，在欧洲出现了铜制和铅制旋塞阀。此後随着锅炉的使用，1681年又出现了杠杆重锤式安全阀。1769年瓦特蒸汽机出现以前，旋塞阀和止回阀一直是最主要的阀门。蒸汽机的发明使阀门进入了机械工业领域。在瓦特的蒸汽机上除了使用旋塞阀、安全阀和止回阀外，还使用了蝶阀，用以调节流量。随着蒸汽流量和压力的增大，使用旋塞阀控制蒸汽机的进汽和排汽已不能满足需要，于是出现了滑阀。
1840年前后，相继出现带螺纹阀杆的截止阀，和带梯形螺纹阀杆的楔式闸阀，这是阀门发展中的一次重大突破。这两类阀的出现，不仅满足了当时各种工业对压力、温度不断提高的要求，而且初步满足了对流量调节的要求。此后随着电力工业、石油工业、化学工业和造船工业的发展，各种高、中压阀门得到迅速发展。
第二次世界大战后，由于複合材料、润滑材料、不锈钢和钴基硬质合金的发展，古老的旋塞阀和蝶阀获得了新的应用，球阀和隔膜阀得到迅速发展。截止阀、闸阀和其他阀门品种增加，质量提高。阀门制造业逐渐成为机械工业的一个重要部门。

## 組成
1. 閥體
2. 流道入口/出口
3. 閥座
4. 閥桿
5. 閥盤
6. 手輪
7. 閥蓋
8. 襯墊塞
9. 填料蓋
10. 流體
11. 閥門關閉時閥碟位置
12. 閥門關閉時手輪位置

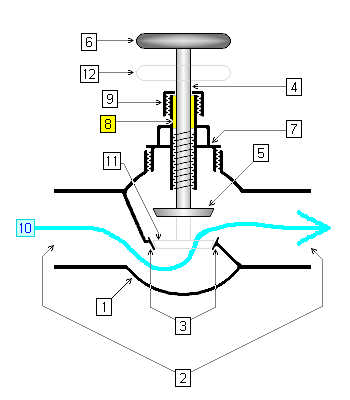
開啟狀態的球塞閥剖面圖。

組成閥體的兩個重要零件是閥體與閥蓋，其所構成的密閉結構阻止了流體滲出閥體。

## 分类
常见的阀门按使用功能可以分为：
- 截断阀：主要用于截断和接通流体介质，包括闸阀、截止阀、隔膜阀、旋塞阀、球阀、蝶阀等。
- 调节阀：主要用于调节流体介质的流量、压力、温度等，包括调节阀、节流阀、减压阀、恒温阀等。
- 止回阀：主要用于阻止流体介质倒流。
- 分流阀：主要用于分配、分离和混合流体介质，包括滑阀、多通阀、疏水阀等。
- 安全阀：主要用于安全保护，防止锅炉、压力容器或管道等的破坏。

按阀门工作压力可分为真空阀、低压阀、中压阀、高压阀、超高压阀；按阀门的工作温度可分为高温阀、中温阀、常温阀、低温阀；按阀门驱动方式可分为手动阀、电动阀、气动阀、液压阀等；按阀体材料又可分为铸铁阀、铸钢阀、锻钢阀、球墨铸铁阀、黄铜阀等；按阀门使用特点可分为船用阀、水暖用阀、电站用阀等。

## 参数
阀门的基本参数是工作压力、工作温度、口径和材質。

## 应用
阀门主要用于工业、军事、商业、住宅、交通以及石油和天然气、发电、采矿、水网、污水处理和化工制造等行业。并且广泛用于工农业生产和日常生活中。

## 外部連結
- 高溫閥 （页面存档备份，存于）
- 閥類 （页面存档备份，存于）
- ISO-15926-4 的存檔，存档日期2019-08-20. - Nearly 500 valve base classifications and definitions from the ISO 15926 standard.[]
- Animations showing Internal Function of Various Types of Valve （页面存档备份，存于）, tlv.com
- Flow in known Design Types of Shut-off Valves 的存檔，存档日期2009-11-22., home.arcor.de
- Valves: Piping and Instrumentation Diagram Standard Notation, controls.engin.umich.edu
- Department of Energy Fundamentals Handbook, Mechanical Science, Module 4 Valves 的存檔，存档日期2017-08-30.